# Cricetulodon
Cricetulodon ist eine ausgestorbene Gattung der Mäuseartigen. Sie ist aus dem Oberen Miozän Frankreichs und Spaniens bekannt und hat sich vermutlich zu Rotundomys weiterentwickelt.

## Körpermerkmale
Cricetulodon besitzt in jeder Kieferhälfte drei ansatzweise hochkronige Backenzähne.
Das Anterolophid des ersten Unterkieferbackenzahns liegt überwiegend lippenseitig. Mesoloph und Mesolophid aller Zähne sowie das Anterosinusid des zweiten Unterkieferbackenzahns und die hintere zungenseitige Ecke des dritten Unterkieferbackenzahns sind tendenziell verkleinert.
Der erste Oberkieferbackenzahn ist mandelförmig, mit einer fast geraden lippenseitigen und einer stark gekrümmten zungenseitigen Kante. Der am weitesten zungenseitig gelegene Punkt befindet sich hinter dem Protocon. Der lippenseitige Anterolophulsporn fehlt gewöhnlich, selten ist er kurz. Der dritte Oberkieferbackenzahn ist rund, ebenso lang wie breit oder kürzer als breit.

## Verbreitung und Stammesgeschichte
Cricetulodon ist aus dem Vallesium und Turolium Frankreichs und Spaniens vor 11,6 bis 7,0 Millionen Jahren bekannt.
Es könnte sich um eine lokal entstandene Entwicklungslinie kleiner bis mittelgroßer Hamster handeln, die von Democricetodon des frühen Vallesiums abstammt und sich zu Rotundomys weiterentwickelt hat.

## Systematik

### Cricetulodon
McKenna und Bell (1997) ordnen Cricetulodon als Synonym der Gattung Rotundomys zu,
Freudenthal und Mitarbeiter (1998) als eigenständige Gattung den Cricetinae.
Fünf Arten werden unterschieden:
- Cricetulodon bugesiensis Freudenthal et al., 1998 – spätes Vallesium
- Cricetulodon hartenbergeri (Freudenthal, 1967) – Vallesium
- Cricetulodon lucentensis (Freudenthal et al., 1991) – mittleres Turolium
- Cricetulodon meini (Agustí, 1986)
- Cricetulodon sabadellensis Freudenthal et al., 1998

Cricetulodon bugesiensis und Cricetulodon sabadellensis sind etwa gleich groß, Cricetulodon hartenbergeri ist kleiner.
Jean-Louis Hartenberger führt die Gattung Cricetulodon 1966 ein.
Die Typusart ist Cricetulodon sabadellensis.

### Cricetulodon meini
Das Typusexemplar von Cricetulodon meini mit der Inventarnummer IPMC FCA-237 ist der erste Backenzahn einer rechten Unterkieferhälfte. Benannt nach Pierre Mein beschreibt Jordi Agustí dieses 1986 als Kowalskia meini. Freudenthal und Mitarbeiter (1998) ordnen die Art der Gattung Cricetulodon zu.

### Cricetulodon sabadellensis
Das Typusexemplar von Cricetulodon sabadellensis mit der Inventarnummer IPMC CL 1392 ist ein Oberkiefer mit erstem und zweitem Backenzahn der rechten Kieferhälfte. Benannt nach der Stadt Sabadell in der Provinz Barcelona beschreiben Matthijs Freudenthal, Pierre Mein und Elvira Martín-Suárez dieses 1998.